# Tamopsis ediacarae
Espèce
Tamopsis ediacarae est une espèce d'araignées aranéomorphes de la famille des Hersiliidae.

## Distribution
Cette espèce est endémique de l'Est de l'Australie-Méridionale.

## Description
Le corps de la femelle mesure 4,64 mm et le mâle 4,40 mm.

## Étymologie
Son nom d'espèce lui a été donné en référence au lieu de sa découverte, les collines Ediacara.

## Publication originale
- Baehr & Baehr, 1988 : On Australian Hersiliidae from the South Australian Museum (Arachnida: Araneae). Supplement to the revision of the Australian Hersiliidae. Records of the South Australian Museum, vol. 22, no 1, p. 13-20 (texte intégral).